# 皮夫登內 (頓內茨克州)

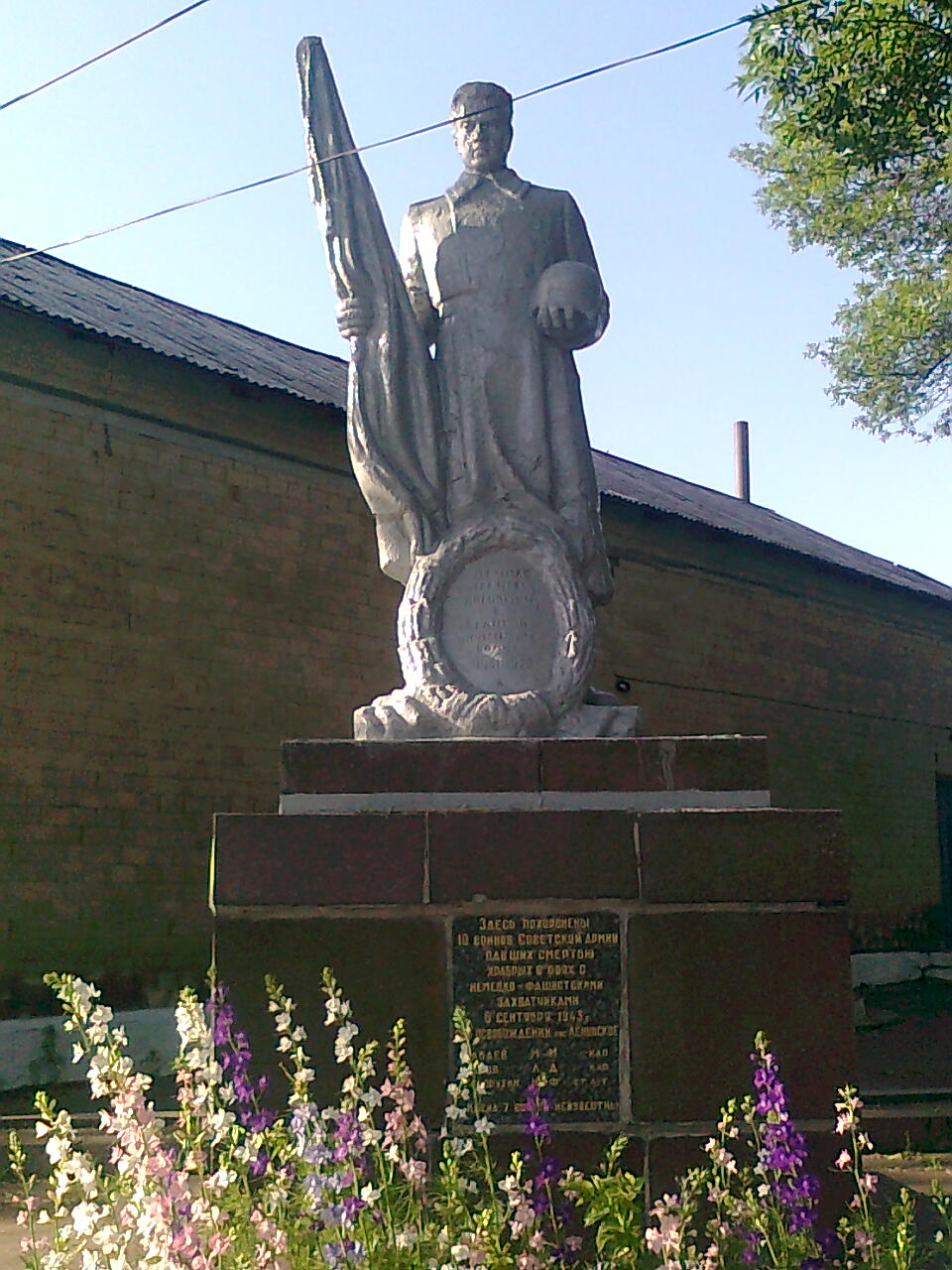
苏联战士英雄墓

皮夫登内（羅馬化：Pivdenne），俄罗斯称为列宁斯科耶，是烏克蘭東部頓涅茨克州巴赫穆特区托雷茨克市镇内的鎮。距離頓涅茨克54公里，海拔高度167米，2014年人口1,588，95%居民使用俄語。

## 历史
1877年建村，俄国内战期间曾多次易手；内战结束后改名为列宁斯科耶，以纪念弗拉基米尔·列宁。1941年10月至1943年9月期间为纳粹德国占领，1957年获得市级镇地位，1959年人口5,654。
2014年顿巴斯战争爆发后，此地被亲俄武装顿涅茨克人民共和国占领。2016年依乌克兰去共产主义化法律改名皮夫登内，2018年5月17日乌克兰军队夺回了此地。自2022年俄乌战争全面爆发以来，此地一直在遭受俄军攻击。2024年7月30日，俄罗斯国防部表示已重新夺回此地。